# خاموشی ماه
خاموشی ماه نمایشنامه‌ای از محمد چرمشیر است که در خرداد ۱۳۸۱ با کارگردانی رؤیا کاکاخانی به‌روی صحنه رفته‌است.